# Grindași
Grindași – wieś w Rumunii, w okręgu Jałomica, w gminie Valea Măcrișului. W 2011 roku liczyła 580 mieszkańców.